# Équipe cycliste Vermeer-Thijs
L'équipe cycliste Vermeer-Thijs était une équipe Belge de cyclisme professionnel sur route créée en 1978 et dissoute en 1982. Elle vient succéder à l'équipe Maes Pils-Mini Flat. Elle a porté le nom de Mini-Flat–Boule d'Or–Colnago en 1978, Mini-Flat–V.D.B.–Pirelli en 1979 et Vermeer-Thijs-Mini-Flat en 1980. Ses directeurs sportifs sont Frans Verbeeck et Roger Swerts.
L'équipe a participé au Tour de France en 1981 et 1982. Lors de cette seconde participation, Pol Verschuere remporte la 7e étape, tandis qu'Adri van Houwelingen remporte la 18e étape. On notera la victoire de Frans Van Looy sur le Grand Prix Jef Scherens en 1978, et celles de Walter Planckaert sur Kuurne-Bruxelles-Kuurne en 1979 et sur le Circuit du Houtland en 1980, d'Emiel Gysemans sur Hal-Ingooigem en 1979 et de Frans Van Looy sur la même course l'année suivante. Enfin, Jan Bogaert remporte les Trois Jours de La Panne en 1981 et Alfons de Wolf Milan-San Remo en 1981 et le Circuit Het Volk l'année suivante.